# Carl Jonas Love Almqvist
Carl Jonas Love Almqvist (n. 28 noiembrie 1793, Adolf Fredriks parish⁠(d), Comitatul Stockholm, Suedia – d. 26 septembrie 1866, Bremen, Germania) a fost un poet, prozator, desnator și ilustrator suedez.

## Opera
- 1822: Amorina ("Amorina")

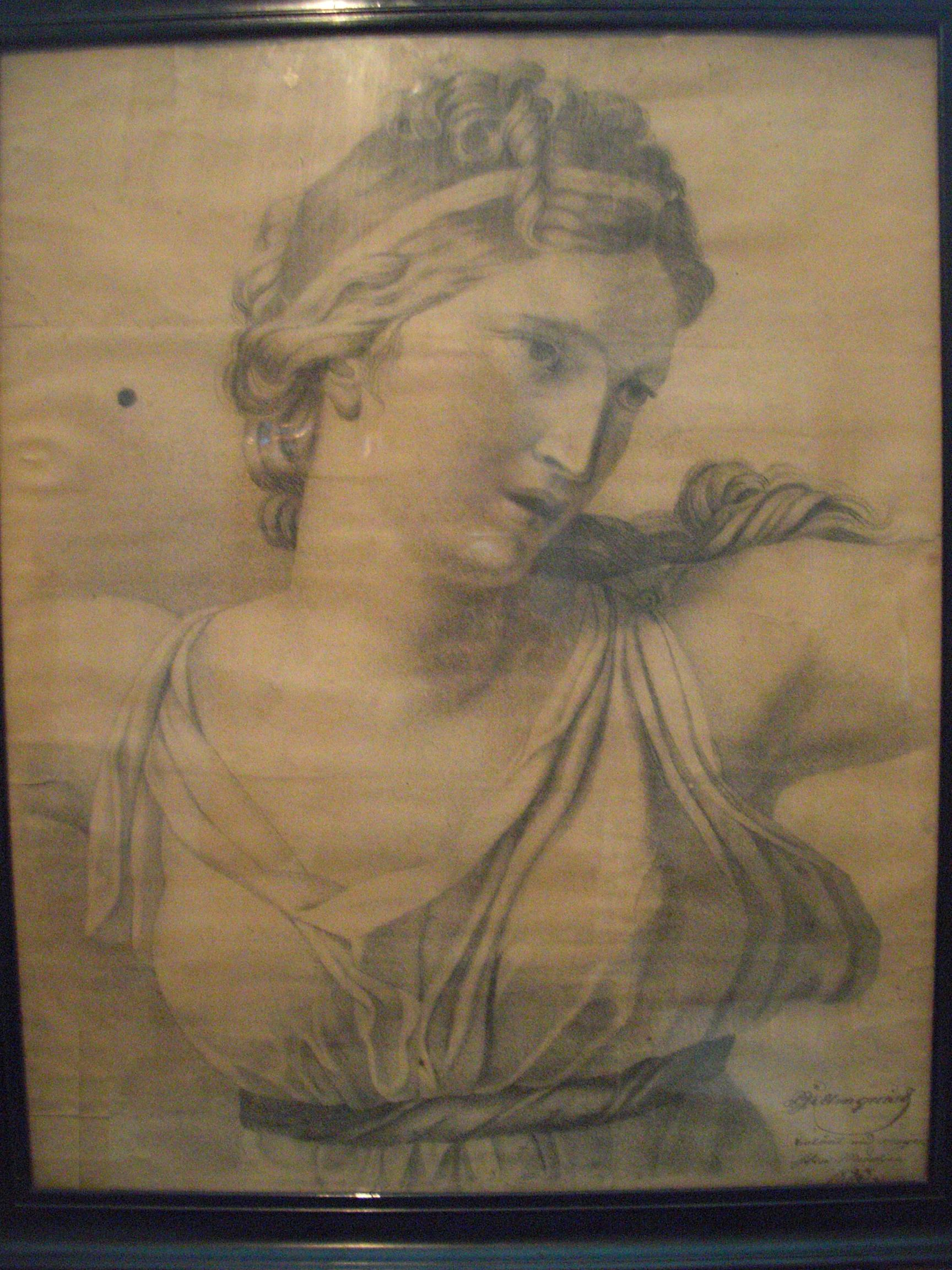
Ilustrare a temei rapirii sabinelor, Almqvist, 1823

- 1834: Bijuteriile reginei ("Drottningens juvelsmycke")
- 1838: Capela ("Kapellet")
- 1839: Vânătoare lui Arthur ("")
- 1849: Cântece ("Songes")